# 冰山灣
60°39′S 45°32′W / 60.650°S 45.533°W
冰山灣（英語：Iceberg Bay）是南極洲的海灣，位於南奧克尼群島的科羅內申島南岸，處於漢森角和奧利溫角之間，寬5公里，現時由南極條約體系管理。